# HNoMS A-2
| HNoMS A-2                                                                  | HNoMS A-2 | HNoMS A-2 |
| -------------------------------------------------------------------------- | --- | --- |
|                                                                            | | |
|                                                                            | | |
| Екіпаж норвезького підводного човна A-2 на палубі субмарини. 17 липня 1914 | | |
| Під прапором                                                               | Військово-морські сили Норвегії | Військово-морські сили Норвегії |
| Спуск на воду                                                              | 15 березня 1913 року | 15 березня 1913 року |
| Виведений зі складу флоту                                                  | 19 березня 1914 року | 19 березня 1914 року |
| Сучасний статус                                                            | 9 квітня 1940 року атакований німецькими катерами R 22 та R 23 в Осло-фіорді біля Тенсберга; полишений екіпажем і пізніше затоплений | 9 квітня 1940 року атакований німецькими катерами R 22 та R 23 в Осло-фіорді біля Тенсберга; полишений екіпажем і пізніше затоплений |
| Проєкт                                                                     | | |
| Тип ПЧ                                                                     | Торпедний ДПЧ | Торпедний ДПЧ |
| Розробник проєкту                                                          | Germaniawerft, Кіль | Germaniawerft, Кіль |
| Основні характеристики                                                     | | |
| Швидкість (надводна)                                                       | 14,2 вузли (26,3 км/год) | 14,2 вузли (26,3 км/год) |
| Швидкість (підводна)                                                       | 9 вузлів (17 км/год) | 9 вузлів (17 км/год) |
| Робоча глибина занурення                                                   | 50 м | 50 м |
| Автономність плавання                                                      | 1600 миль (3000 км) у надводному положенні 100 миль (190 км) у підводному положенні                                                  | 1600 миль (3000 км) у надводному положенні 100 миль (190 км) у підводному положенні                                                  |
| Екіпаж                                                                     | 16 осіб | 16 осіб |
| Розміри                                                                    | | |
| Довжина найбільша (по КВЛ)                                                 | 46,7 м | 46,7 м |
| Ширина корпусу найб.                                                       | 4,8 м | 4,8 м |
| Середня осадка (по КВЛ)                                                    | 2,7 м | 2,7 м |
| Водотоннажність надводна                                                   | 270 т | 270 т |
| Озброєння                                                                  | | |
| Торпедно- мінне озброєння                                                  | 2 носових та 1 кормовий ТА калібру 457-мм (5 торпед)                                                                                 | 2 носових та 1 кормовий ТА калібру 457-мм (5 торпед)                                                                                 |
| ППО                                                                        | 1 × 76-мм гармата | 1 × 76-мм гармата |

«A-2» (норв. KNM A-2) — норвезький підводний човен типу «A», що перебував у складі Королівського військово-морського флоту Норвегії у роки Першої та Другої світових війн.
A-2 був закладений 15 січня 1912 року на верфі німецької компанії Germaniawerft у Кілі на замовлення норвезького уряду. 15 березня 1913 року він був спущений на воду, а 19 березня 1914 року увійшов до складу Королівського військово-морського флоту Норвегії.

## Історія служби
На початку 1914 року, по завершенню будівництва, А-2 у супроводі сістер-шипів А-3 і А-4 відплив з Кіля до Норвегії, прибувши на базу в Гортен.
На початок Другої світової війни човен вже був застарілим. На момент вторгнення Німеччини в Норвегію А-2 разом із А-3 і А-4 входили до складу 1-ї ескадри підводних човнів, що базувалася в Гортені. Невдовзі після опівночі 9 квітня в Осло-фіорді корабель спробував атакувати німецьку команду кораблів, що пливла у напрямку Осло, але в результаті контратаки малих катерів R 22 та R 23 A-2 був пошкоджений і змушений спливти (проте, йому вдалося втекти від переслідувача). Пошкоджений підводний човен був залишений 12 квітня на базі підводних човнів у Тіе, де був захоплений німцями наступного дня. Пізніше рештки А-2 було здано на брухт.